# Isa Guerra García
María Isabel Guerra García (Guía, Gran Canaria, 28 de marzo de 1953), conocida literariamente como Isa Guerra, es una poeta española. En diciembre de 2021, fue nombrada Hija Predilecta de su municipio.

## Trayectoria
Doctora en Filología Románica y Licenciada en Psicología por la Universidad de La Laguna, ejerció durante 42 años como profesora en diversos centros de Educación Secundaria de las Islas Canarias. Como poeta, ha publicado diversos poemarios y un libro de ensayo literario. Figura en más de veinte antologías nacionales e internacionales, así como en algunas digitales, como 20 Poemas al mar: homenaje a Néstor, Grito de Mujer, Escritores en Guía o Escritos a Padrón, organizado por la Casa-Museo Antonio Padrón, que gestiona el Cabildo Insular de Gran Canaria.
Su obra forma parte de diversas antologías literarias, tanto nacionales e internacionales. Poemas suyos han sido traducidos al inglés, alemán, italiano, portugués, ruso, rumano, francés y griego. Colabora en diversas publicaciones y revistas literarias, entre otras, Orizon Literar contemporan (Rumanía), Isla Negra (Cerdeña), El Perseguidor, suplemento literario del Diario de Avisos (Tenerife), Pomezia- Notizie (Roma) o Pense aquí (Brasil).
En 2019, impulsó la celebración de la I Feria de Autor/a en los municipios grancanarios de Agaete, Gáldar y en Guía, en colaboración con la Asociación de Escritoras y Escritores Palabra y Verso.
Su obra está incluida, entre otras, en la International Poetry, de la Universidad de Boulder (Estados Unidos,1986) , en la Anthology in Memoriam Margaret E. Sangster (EE. UU., 2013), Mujeres 88. Antología de poetas canarias (Las Palmas de Gran Canaria, 2017), World Anthology (Rumanía, 2019), Antología Universalia (Italia, 2020) y en la Antología de 100 escritoras canarias, publicado por la ensayista María del Carmen Reina Jiménez.

## Reconocimientos
En 2014, se hizo con el Premio Poeta del Anno que se otorga en el municipio italiano de Mesina. Tres años después, en 2017, quedó clasificada en cuarto lugar por Libertad silenciada en los Premios Poeta del Año, que se celebran en el municipio italiano de Trento. La Asociación Internacional de escritores de Estados Unidos (IWA, por sus siglas en inglés) le otorgó en 2019 el reconocimiento The Best Poet (mejor poeta). En 2020, la Commissione de Lettura Internazionale le concedió el reconocimiento Poeta dell'Anno por la obra Florece la primavera en las ventanas. En 2021, recibió un reconocimiento como poetae insigne, que concede la Commissione de Lettura Internazionale.

## Obras
- 1985 - C., basuras y otros poemas , Ediciones El Paisaje, Aranguren (Vizcaya)
- 1986 - Poemas suburbanos , Ediciones El Paisaje, Aranguren (Vizcaya)
- 1986 - AKRAS, con Berbel y Fela Pérez.
- 1987 - AZIRATUM , con Berbel y Fela Pérez.
- 2010 - Del amor, de la vida, de la libertad, de la fugacidad del tiempo , El Vigía Ediciones, ISBN 978-84-937311-7-5.
- 2011 - Soles Cotidianos , El Vigía Ediciones, ISBN 978-84-937962-7-3.
- 2012 - Fly Poems-4, con Berbel, Antonio Arroyo Silva y Dunia Sánchez. ISBN 978-92-0-425385-6.
- 2012 - Manifiesto bilingüe (español-alemán). ISBN 978-92-0-425466-2.
- 2013 - Utopía.3 (español-italiano-inglés-ruso), ISBN 978-88-88255-61-3
- 2014 - Walk out , Galaxia.
- 2014 - Fragmentos de un mar de estío (español-rumano).
- 2015 - Fragments d’une mer d’été (edición ampliada), Ed. Aula Magna, Bucarest
- 2015 - Los brazos de la tierra (español-italiano-portugués), Edizioni Universum
- 2015 - El Pulso de la calle , Editorial Nace, ISBN 978-84-941102-4-5 .
- 2016 - Diecinueve Ensayos Literarios (ensayo) Editorial Aguere-Idea, ISBN 978-84-16404-54-4 .
- 2016 - Antología de Poesía Canaria (español-rumano), Ed. Aula Magna,
- 2018 - Totul atât de efemer (español-rumano) Ed. Pim, Bibliotheca Universalis. Bucarest.
- 2018 - Tuto così effimero (español-italiano) Edizioni Universum, Messina.
- 2018 - Poemas para decir no a las guerras , Edizioni Universum, ISBN 978-92-0-557224-6.
- 2018 - Art Disidente , Ediciones Aguere-Idea. ISBN 978-84-17360-71-9.
- 2019 - Las Selvas (español-italiano) Edizioni universum, ISBN 978-92-0-567300-4.
- 2019 - Los Versos de las Caracolas , con Josefa Molina, Ayuntamiento de Santa María de Guía, ISBN 978-84-09-10804-6.[11][12]
- 2019 - Clandestinidad de tu voz , Ediciones Plutonio, ISBN 978-84-949187-5-9.[13]
- 2019 - Sin aplausos , con Irma Ariola Medina, Ediciones Aguere-Idea, ISBN 9788417764661.[14][15]
- 2020 - Poémes de la France Medievale del Sud (español-italiano), Edizioni Universum
- 2020 - Florece la primavera en las ventanas, Edizioni Universum
- 2021 - Paisaje a la vuelta de la esquina del vivir, ISBN: 978-88-99803-41-4
- 2021- Mujeres. Poemas para el 8 de marzo, Editorial Centro de la Cultura Popular de Canarias, ISBN: 978-84-7926-714-8
- 2021- El tiempo de las hojas, Editura Pim, Aula Magna, Bucarest, ISBN: 978-606-13-6088-8
- 2021- Poetae Insignes, Antología de poesía italo-español, Ediciones Uninersum
- 2021- El lenguaje del agua, BGR Editorial (colección Poesía móvil)
- 2021- Antología poética, Editorial Centro de la Cultura Popular de Canarias